# The Kids Are Alright (film, 1979)
The Kids Are Alright är en film av Jeff Stein från 1979 om rockgruppen The Who. Filmen innehåller liveframträdanden, musikvideor, studioinspelningar och intervjuer med The Who inklusive den framlidne trummisen Keith Moon. Filmer följer gruppen mellan åren 1964 och 1978.

## Låtlista
- My Generation (Smothers Brothers Comdey Hour 1967)
- I Can't Explain (Shindig 1965)
- Baba O'Riley (Shepperton Filmstudios 1978)
- Shout and Shimmy (Richmond Jazz and Blues Festival 1965)
- Young Man Blues (The London Coliseum 1969)
- Tommy Can You Hear Me (Beat Club 1969)
- Pinball Wizard (Woodstock Festival)
- See Me Feel Me (Woodstock Festival 1969)
- My Generation (Woodstock Festival 1969)
- Anyway, Anyhow, Anywhere (Ready Steady Go 1965)
- Success Story (Audio Pre-Recorded)
- Substitute (Promofilm 1966)
- Pictures of Lily (German Beat Club 1967)
- Magic Bus (German Beat Club 1968)
- Happy Jack (Promo Film 1966)
- A Quick One While He's Away (The Rolling Stones Rock n Roll Circus 1968)
- Cobwebs and Strange (Promo Film 1968)
- Sparks (Woodstock Festival 1969)
- Barbara Ann (Shepperton Film Studios 1977)
- Road Runner (Metropolitan Stadium 1975)
- My Generation (Metropolitan Stadium 1975)
- Who Are You (Studio Film 1978)
- My Generation (Live At Monterey Pop Festival 1967)
- Won't Get Fooled Again (Shepperton Film Studios 1978)
- Long Live Rock (GoodByes From Concerts)
- The Kids Are Alright (Eftertexter)